# Lapsanastrum
Lapsanastrum es un género de plantas con flores perteneciente a la familia Asteraceae. Es originario de Asia.

## Especies
1. Lapsanastrum apogonoides (Maxim.) Pak & K.Bremer in Taxon 44: 19. 1995
2. Lapsanastrum humile (Thunb.) Pak & K. Bremer in Taxon 44: 19. 1995
3. Lapsanastrum takasei (Sasaki) Pak & K. Bremer in Taxon 44: 20. 1995
4. Lapsanastrum uncinatum (Stebbins) Pak & K. Bremer in Taxon 44: 20. 1995